# Emerging Infectious Diseases
Emerging Infectious Diseases es una revista científica mensual revisada por pares de acceso abierto y con todos sus contenidos en dominio público publicada por los Centros para el Control y la Prevención de Enfermedades de los Estados Unidos. Como su nombre indica, sus artículos tratan sobre las enfermedades infecciosas emergentes, su prevención y erradicación. Fue fundada en 1995, se lanzaba trimestralmente hasta 1999 y cada dos meses hasta 2004, cuando adopta su periodicidad actual. En 2020 su factor de impacto era de 6.883,  el segundo entre  las revistas de enfermedades infecciosas de acceso abierto y el séptimo  entre las 92 revistas de enfermedades infecciosas rastreadas.

## Métricas de revista
2022
- Web of Science Group : 6883
- Índice h de Google Scholar: 240
- Scopus: 9.883